# Pteroptrix aegyptica
Pteroptrix aegyptica är en stekelart som beskrevs av Evans och Abd-rabou 2005. Pteroptrix aegyptica ingår i släktet Pteroptrix och familjen växtlussteklar.
Artens utbredningsområde är Egypten. Inga underarter finns listade i Catalogue of Life.